# Coppa Latina Mediterranea
La Coppa Latina del Mediterraneo è stata una competizione ad inviti organizzata dalla Federazione calcistica della Spagna e disputata in due edizioni (nel 2005 e nel 2010). Intendimento degli organizzatori era di disputare un quadrangolare tra le squadre vincitrici delle coppe nazionali di Italia, Francia, Spagna e Portogallo, riprendendo nel nome la competizione ben più famosa disputata negli anni cinquanta. Nella realtà, le due uniche edizioni della competizione furono sfide “challenge” ad inviti.
La prima edizione venne disputata nel 2005 ad Huelva tra il Real Betis Balompié ed il Vitória Setúbal e venne denominata anche Recopa Ibérica. Il Vitoria si aggiudicò la coppa battendo per 2 a 1 il Betis Siviglia.
La seconda edizione della coppa venne disputata nel 2010 a Valencia, in occasione del centenario della fondazione della Federazione Valenciana di calcio. La coppa venne contesa tra la Roma ed il Levante e vide la vittoria della Roma ai calci di rigore dopo che i tempi regolamentari si erano chiusi sullo 0 a 0.
Per entrambe le edizioni, il regolamento della competizione prevedeva un massimo di sette sostituzioni.

## Prima Edizione (Recopa Iberica) – 2005
Partecipanti
 Real Betis
 Vitória Setúbal
Finale
28-07-2005 - ad Huelva, Stadio (Nuevo Colombino)
 Real Betis -  Vitória Setúbal		1-2
Reti: 10' Ricardo Chaves, 26' Nandinho, 79' Juanito.

## Seconda Edizione – 2010
Partecipanti
 Roma
 Levante
Finale
05-08-2010 - a Valencia (Estadio Ciutat de València)
 Levante -  Roma		      0-0  (4-5 dopo i calcio di rigore ad oltranza)
 Levante: Reina; Cerra, Ballesteros (27' st Lopez), Rodas, Pallardò (1' st Sergio) ; Torres, Munoz (23' st Jalin), Mossa (23' st Mono), Juanlu (18' st Mateu); Suarez (18' st Larrea), Rafa Jorda (27' st Stuani). 
All: Garcia Plaza.
 Roma: Julio Sergio; Cassetti, Andreolli (dal 45' Juan), Mexes, Riise; Taddei, De Rossi (dal 45' Simplcio), Perrotta; Menez (dal 45' Vucinic); Totti (dal 45' Brighi), Adriano (dal 66' Okaka). A disp.: Lobont, Pena, Juan, Vucinic, Okaka, Rosi. 
All. Ranieri.
Arbitro: Marquez
Ammoniti: Totti, Reina, Taddei
Note: recupero, 1' pt, 0' st.
Sequenza rigori: Sergio: traversa, Vucinic: alto, Mono: gol, Cassetti: alto, Mateu: gol, Riise: gol, Stuani: parato, Taddei:gol, Robustè: gol, Simplicio: gol, Lopez: gol, Mexes: gol, Larrea: parato, Okaka: parato, Jalid: parato, Juan: gol.

## Albo d'oro
| Edizione | Anno | Sede della finale                     | Vincitore       | Finalista/Secondo posto |
| -------- | ---- | ------------------------------------- | --------------- | ----------------------- |
| I        | 2005 | Nuevo Colombino (Huelva)              | Vitória Setúbal | Real Betis              |
| II       | 2010 | Estadio Ciutat de València (Valencia) | Roma            | Levante                 |